# Штурмшарфюрер

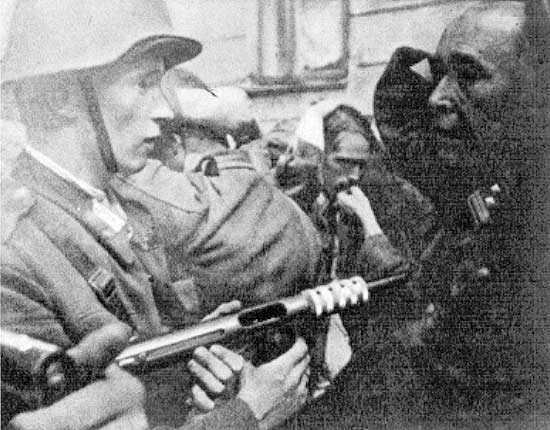
Штурмшарфюрер Ваффен-СС взят в плен в ходе Варшавского восстания

Штурмшарфюрер (нем. Sturmscharführer) — звание в войсках СС, которое существовало с 1934 по 1945. Соответствовало званию штабс-фельдфебель в вермахте и было высшим званием унтер-офицеров СС. Звание штурмшарфюрер существовало только в войсках СС, в Общих СС высшим званием в данной категории было гауптшарфюрер.
Звание штурмшарфюрер было учреждено в июне 1934 года, после Ночи длинных ножей. При реорганизации СС звание штурмшарфюрер было создано как высшее звание унтер-офицеров в «Войсках в распоряжении СС» вместо звания гаупттруппфюрер, применявшегося в СА.
Знаки различия штурмшарфюрер Ваффен-СС

Погон
Петлицы
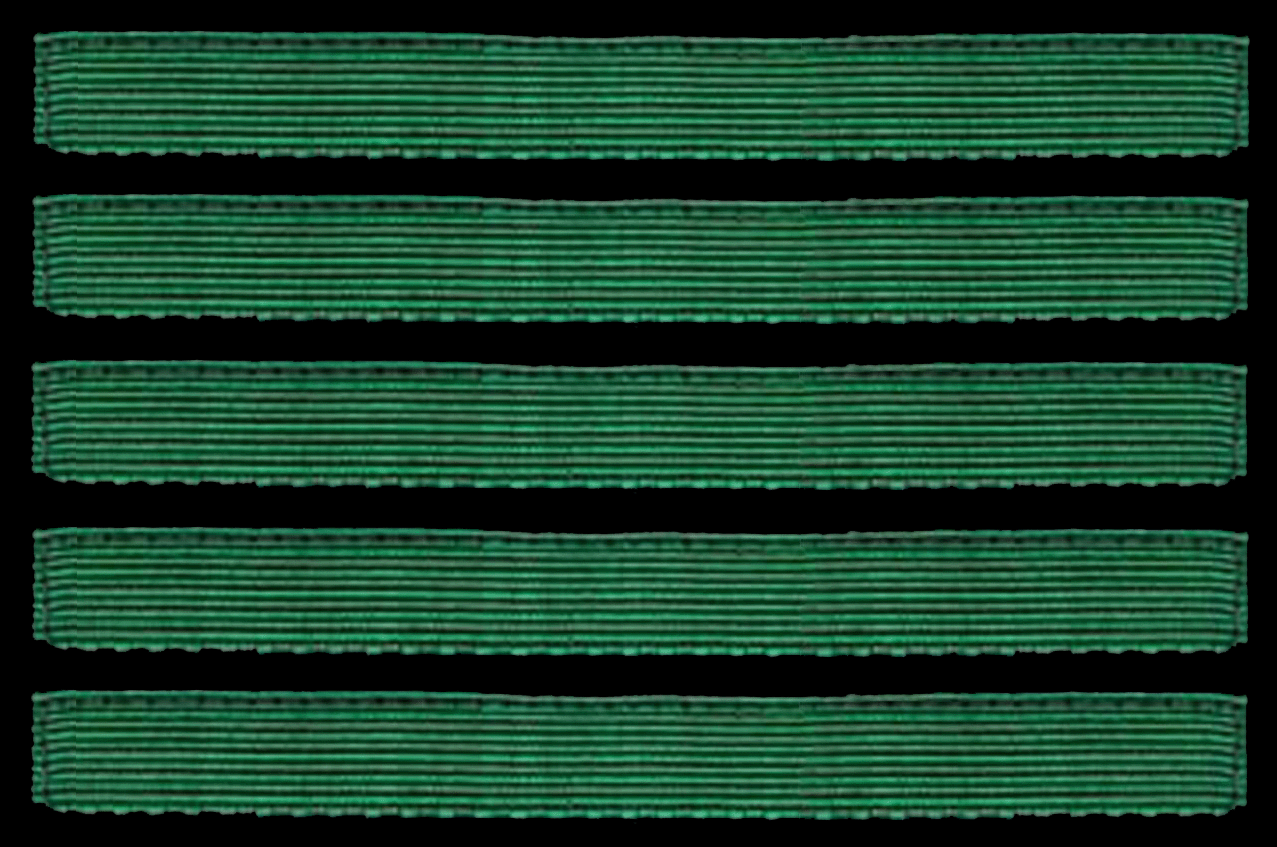
Нарукавная нашивка на Маскировочный костюм (лето)

В 1941 году на основе «Войск в распоряжении СС» возникла организация войск СС, которая унаследовала звание штурмшарфюрер от своего предшественника.
Звание штурмшарфюрер не следует путать с наименованием должности штабсшарфюрер, которая соответствовала должности ротного старшины в советской армии.